# Michael Rosen (Schriftsteller)

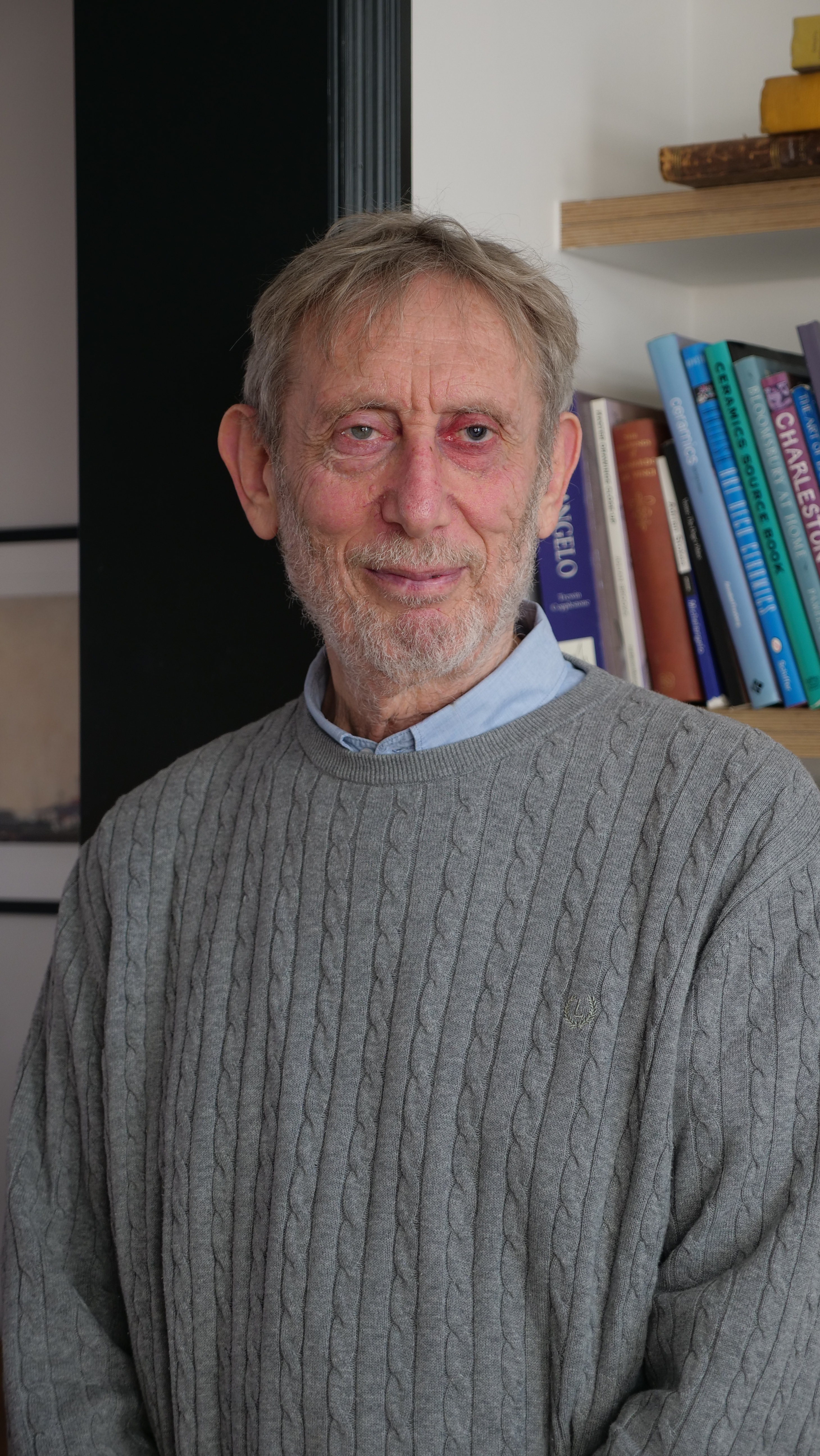
Michael Rosen (2022)

Michael Rosen (* 7. Mai 1946 in Pinner, Middlesex) ist ein britischer Kinderbuchautor und BBC-Redakteur. Er wurde zum Children’s Laureate 2007–2009 ernannt. Michael Rosen hat bereits 140 Bücher publiziert.

## Leben
Rosens Vater Harold, ein antifaschistischer Teilnehmer der „Schlacht in der Cable Street“, war zum Zeitpunkt von Rosens Geburt bei der US-Armee in Deutschland stationiert. Nach seiner Rückkehr nach England unterrichtete er Englisch in der Mittelstufe. Rosens Mutter schulte zur Grundschullehrerin um, als Rosen gerade zwei Jahre alt war.
Rosen ist mit einem vier Jahre älteren Bruder aufgewachsen, den er selbst als eine Art dritten Elternteil ansieht.
Nach der Schule studierte er ein Jahr Medizin und wechselte danach zum Studienfach Englisch. Wie bereits während seiner Schulzeit nutzte Rosen auch während seines Studiums seine Freizeit zum Schreiben von Texten und Theaterstücken und zum Schauspiel.
Während seiner Studienzeit wurde er zwei Mal auf Grund von Demonstrationen verhaftet. Einmal demonstrierte er gegen den Vietnamkrieg und einmal gegen einen Oxforder Friseur, der sich weigerte Schwarze zu frisieren. Zu dieser Zeit schrieb er auch sein erstes Buch Backbone, das im Royal Court Theatre in London als Theaterstück inszeniert wurde.

## Karriere
Nach seinem Studienabschluss begann er für die BBC zu arbeiten. Zunächst als Sprecher für Radio Dramen und Dokumentationen, dann in einem Kinderprojekt namens Playschool und anschließend schrieb er für BBC Schools Television ein Programm namens Sam on Boff’s Island, mit dem besonders jungen Kindern das Lesen gelehrt werden sollte.
1974 veröffentlichte er sein erstes Kinderbuch mit dem Titel Mind Your Own Business, das von Quentin Blake illustriert wurde.
Seitdem schreibt er Bücher, Zeitungs- und Zeitschriftenartikel, führt in Schulen, Bibliotheken oder Theatern die Gedichte aus seinen Büchern vor, hilft Kindern dabei, Gedichte und Geschichten zu schreiben, macht Radioprogramme (meist über Worte, Sprache und Bücher), spricht in Fernsehsendungen über Bücher oder liest aus ihnen vor, lehrt an Universitäten Kinderliteratur und veranstaltet Workshops für Lehrende über Gedichte.

## Politische Einstellungen
Im Oktober 2024 gehörte Rosen zu den Unterzeichnern eines Aufrufs zum Boykott israelischer Kulturinstitutionen, „die an der überwältigenden Unterdrückung der Palästinenser mitschuldig sind oder diese stillschweigend beobachtet haben“.

## Meme
Rosen erlangte große Bekanntheit, nachdem sein Ausruf „Nice!“, das in seinem Video Hot Food auf YouTube erschien, zu einem bekannten Internetmeme wurde.
Das Video stammt aus seiner Reihe Kids' Poems and Stories With Michael Rosen auf dem gleichnamigen YouTube-Kanal und handelt von einer Familie beim Essen von heißen Kartoffeln, erzählt aus der Sicht eines der Kinder der Familie.
Seine Videos werden im Internet zudem sehr häufig parodiert, meist durch wilde Effekte und Bearbeitungen (YouTube Poop); nicht selten sogar so, dass die Parodien nicht mehr kindgerecht sind. Rosen ist sich dessen und seiner Bekanntheit im Internet bewusst und hat sich dazu auch geäußert; er fürchtet, dass Kinder auf der Suche nach seinen „echten“ Videos auf unangemessene Inhalte stoßen und deren Eltern dann denken, dass Rosen diese Inhalte produziere. Er hatte auch zunächst vergeblich versucht, solche Videos auf YouTube löschen zu lassen.

## Werke
- Sad Book, illustriert von Quentin Blake (dt. „Mein trauriges Buch“)
  - Nestlé Smarties Book Prize Silber 2005
- We're Going on a Bear Hunt (dt. „Wir gehen auf Bärenjagd“)
  - Nestlé Smarties Book Prize Gold 1989